# LoLo-Schiff
Ein LoLo-Schiff (engl. Lift-on Lift-off) ist ein Frachtschiff, bei dem im Gegensatz zum RoRo-Verfahren die Ladung mittels bordeigenem oder fremdem Kran an und von Bord gehoben wird.
Die Be- und Entladung von Frachtschiffen mit Kranen ist das häufigste Verfahren des Ladungsumschlages.

## Beispiele für LoLo-Schiffe

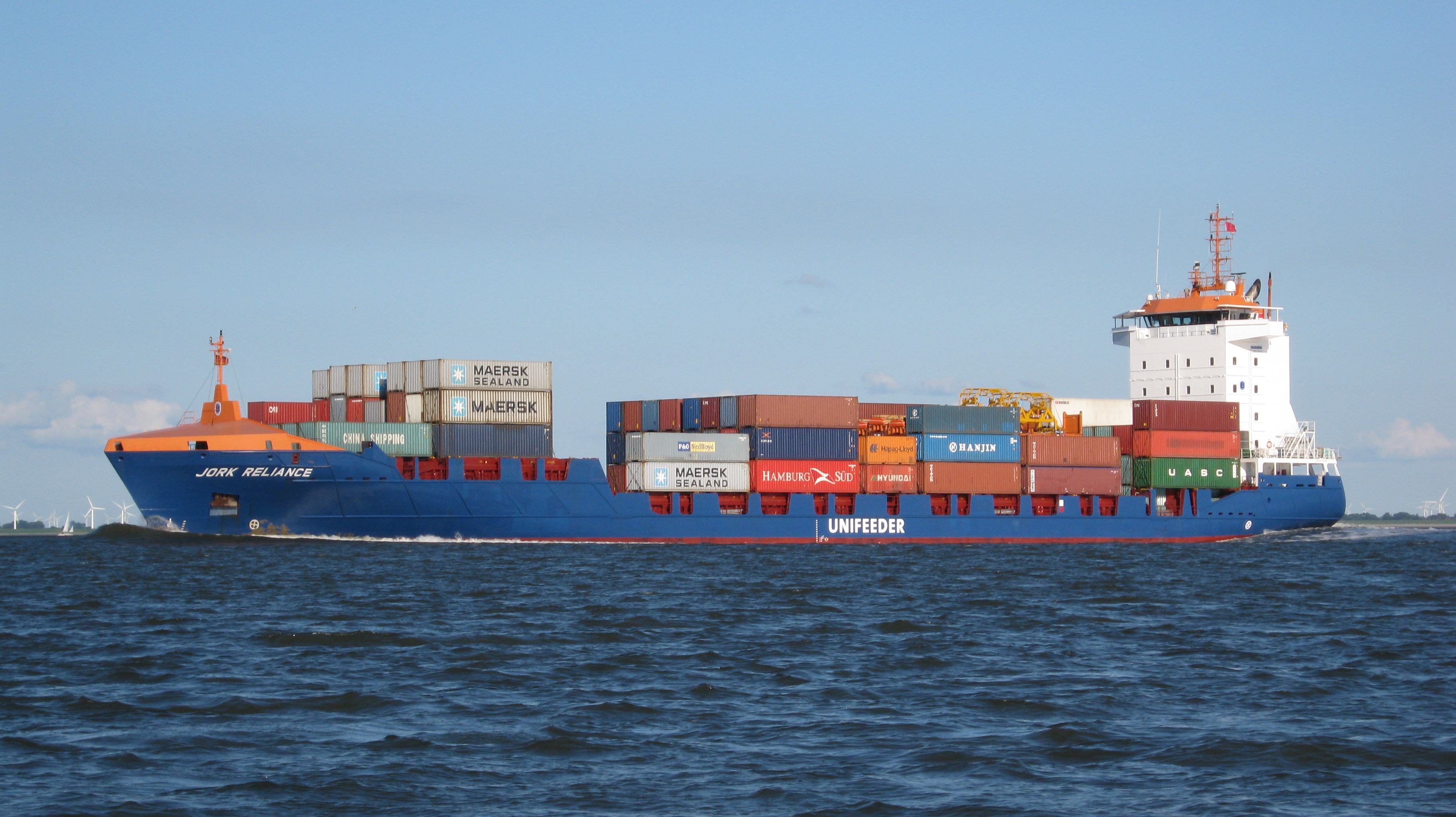
Die Jork Reliance, ein Containerfeederschiff
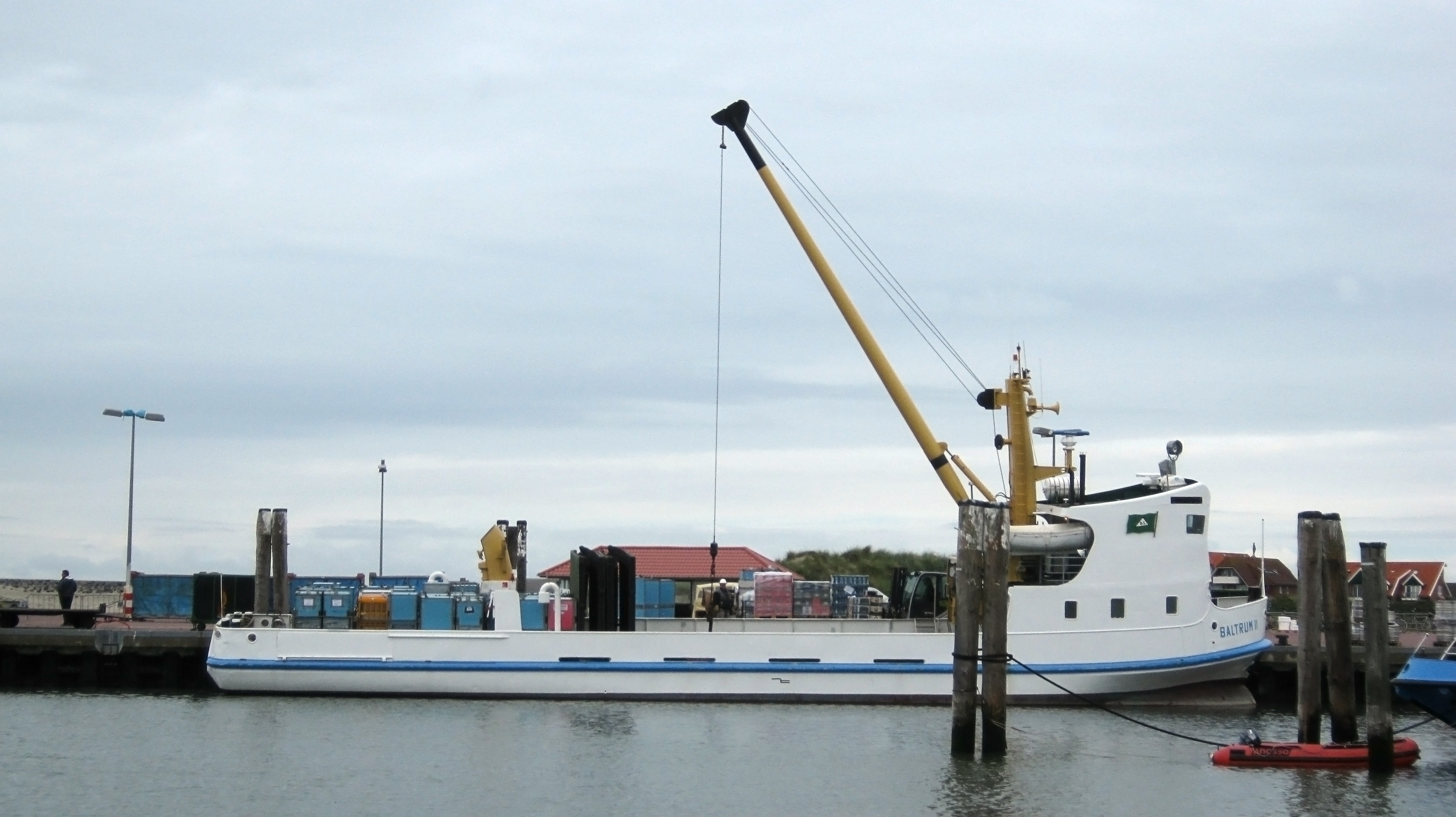
Die Baltrum II, kleines Frachtschiff zur Versorgung der Nordseeinsel Baltrum.